# Prințesa Elena a Serbiei
Prințesa Elena a Serbiei sau Jelena Karađorđević (4 noiembrie 1884 – 16 octombrie 1962) a fost fiica regelui Petru I al Serbiei și a soției acestuia, Prințesa Zorka a Muntenegru. Ea a fost sora mai mare a lui George, Prinț Moștenitor al Serbiei și a regelui Alexandru I al Iugoslaviei. Ea a fost, de asemenea, nepoata Anastasiei de Muntenegru, soția Marelui Duce Nicolae Nicolaevici al Rusiei, și a Prințesei Milica de Muntenegru, soția Marelui Duce Petru Nicolaevici al Rusiei, femeia care l-a prezentat pe  Grigori Rasputin țarinei Alexandra Feodorovna. S-a născut ca Prințesa Jelena Karađorđević, a devenit Prințesa Jelena a Serbiei  și la ascensiunea tatălui ei a devenit cunoscută ca Elena Petrovna, Jelena Petrovna, Hélène Petrovna sau Ellen Petrovna după căsătorie.

## Logodnă și căsătorie
Mătușa ei, Elena de Muntenegru, regină consort a Italiei, a invitat-o pentru o vizită și a prezentat-o Prințului Ioan Constantinovici al Rusiei. La scurt timp, el a cerut-o în căsătorie. A fost o căsătorie din dragoste, o surpriză pentru familie, deoarece se credea că blândul și introvertitul Ioan va deveni călugăr ortodox rus. "Probabil știți că Ioancic este logodit cu Elena a Serbiei, aceasta este atât de emoționant", a scris verișoara sa îndepărtată în vârstă de 14 ani, Marea Ducesă Tatiana Nicolaevna mătușii sale, Marii Ducese Olga Alexandrovna la 14 iulie 1911.
Cuplul s-a căsătorit la 21 august 1911, la Sankt Petersburg, Rusia.
Elena a studiat medicina la Universitatea din Sankt Petersburg, carieră la care a trebuit să renunțe atunci când a născut primul ei copil. Cuplul a avut doi copii, Prințul Vsevelod Ivanovici (20 ianuarie 1914 - 18 iunie 1973) și Prințesa Caterina Ivanovna născută la Pavlovsk (12 iulie 1915 - 14 iulie 2007). Cei trei copii și șapte nepoți ai fiicei ei Prințesa Caterina, care s-a căsătorit și ulterior s-a separat de Farace di Villaforesta sunt strănepoții Marelui Duce Constantin Constantinovici al Rusiei și ai soției sale, Marea Ducesă Elisabeta Mavrikievna.